# Pastor de Georgia
El Pastor de Georgia (en georgiano: ქართული ნაგაზი qartuli nagazi) es una antigua raza de perro de trabajo originaria de las montañas de la región del Cáucaso, actualmente en el territorio de Georgia.
Está relacionado con el Pastor caucásico .